# Cercueils suspendus
 (août 2018).

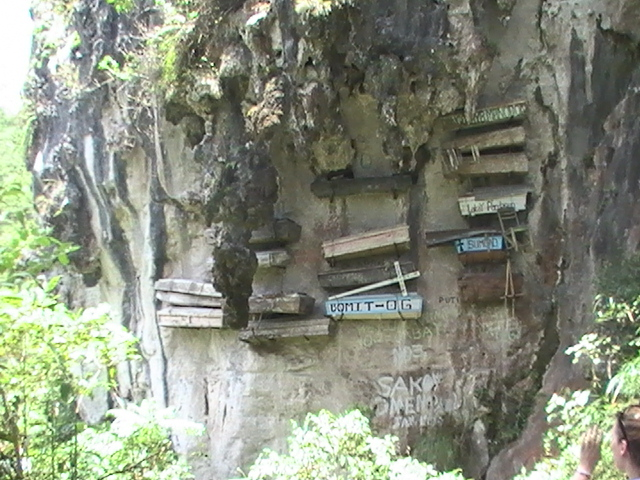
Les cercueils suspendus de Sagada

Les cercueils suspendus sont une tradition à Sagada, aux Philippines, consistant à suspendre les cercueils sur de hauts rochers.

## Histoire
La pratique apparaît il y a plus de 2000 ans et provient des peuples indigènes locaux. Cette pratique est due a divers facteurs: les anciens avaient l'impression que leurs corps étaient plus près du ciel, ils avaient peurs que les chiens ou les tribus de chasseurs de tête ne déterrent leur corps, les morts pouvaient continuer à voir le ciel et sentir le vent, les morts pouvaient avoir un œil bienveillant sur les proches et ils n’empiétaient pas sur l'espace de culture. Avec l'arrivée du christianisme, seuls certains aînés de Sagada souhaitent continuer ce rituel. Quand les anciens n'avaient pas le temps de placer les cercueils sur la falaise, ils les déposaient dans des grottes en hauteur. Certains de ces cercueils sont ornés d'un lézard, symbole de fertilité et de longévité.

## Déroulement
Lors du décès, le corps du défunt est enveloppé dans un tissu aux couleurs de la famille puis il est attaché sur une chaise de bois en position assise. Ensuite, le corps est enfumé avec un mélange de plantes et d'herbes afin d'éviter que des odeurs ne se dégagent du corps. Pendant les quelques jours qui suivent, le corps est exposé à l'entrée de la maison pour permettre aux membres de la communauté d'honorer le défunt. Après ces quelques jours, le corps est placé dans le cercueils (construit par le défunt ou un membre de sa famille s'il était trop faible) en position fœtal afin de sortir du monde comme il y est entré. Les cercueils ne mesurent pas plus d'un mètre. Il est ensuite hissé dans le cimetière suspendus par les jeunes du village (qui bénéficient d'un bien être spirituel en effectuant le rite) qui le pose sur des pieux enfoncés dans la falaise. Certaines des chaises y sont attachées. La pratique était réservée aux riches car elle était coûteuse, lors de la cérémonie, la famille devait sacrifier des cochons et de nombreux poulets.